# Діскаверер-13
Діскаверер-13 (англ. Discoverer 13 — відкривач), інша назва CORONA R&D (англ. Research and development, Науково-дослідні та дослідно-конструкторські роботи) — американський випробувальний супутник серії KH-1 (англ. Key Hole — замкова шпарина), що запускались за програмою Корона. Перше успішне повернення капсули.
Космічний апарат мав спускну капсулу для повернення відзнятої плівки, у якій розташували американський прапор. Апарат створювався для розробки і вдосконалення методів запуску, роботи двигунів, зв'язку, орбітальних маневрів, а також для перевірки операцій з капсулою: відокремлення, гальмування, входження в атмосферу, вилов у океані.

## Опис
Апарат у формі циліндра було змонтовано у верхній частині ступеня Аджена-Ей. Довжина Аджени-Ей разом з Діскаверером-13 становила 5,85 м, діаметр 1,5 м. Загальна маса Аджени-Ей з Діскаверером-13 разом з паливом становила приблизно 3850 кг. Без палива апарат важив 850 кг, з них 136 кг — маса спускної капсули. Апарат мав телеметричну систему, плівковий магнітофон, приймачі наземних команд, сканер горизонту. Живлення забезпечували нікель-кадмієві акумулятори. Орієнтація апарата мала здійснюватись газовими двигунами на азоті.
У верхній частині апарата розташовувалась капсула діаметром 84 см довжиною 69 см. Капсула мала відсік для відзнятої фотоплівки, у якому розташовувалась телеметрична апаратура для вимірювання параметрів орбіти, парашут, радіомаяк, твердопаливний гальмівний двигун. Капсулу мав упіймати спеціально обладнаний літак під час спуску на парашуті, у випадку невдачі капсула могла недовго плавати на поверхні океану, після чого тонула, щоб уникнути потрапляння секретного вмісту до ворожих рук.

## Політ
10 серпня 1960-го року о 20:37:54 UTC ракетою-носієм Тор-Аджена-Ей з бази Ванденберг було запущено Діскаверер-13. 11 серпня після 17 обертів наземна станція передала команду почати послідовність операцій для скидання капсули. Капсула впала в Тихий океан за 610 км на північно-північний захід від Гонолулу. Капсулу підняли вертольотом на борт військового корабля і доставили в Перл-Гарбор. 15 серпня 1960-го року прапор передали президенту США Ейзенхауеру. Апарат зійшов з орбіти і згорів у атмосфері 14 листопада 1960-го року.